# 土居站 (廣島縣)
土居站（日语：／ Doi eki */?）是位於廣島縣山縣郡戶河內町（現時：安藝太田町）土居，西日本旅客鐵道（JR西日本）可部線的鐵路車站（廢站）。

## 歷史
- 1969年（昭和44年）7月27日：國鐵可部線 加計站至三段峽站之間開通，此站啟用，當時為客運車站和無人車站[1][2]。
- 1987年（昭和62年）4月1日：伴隨國鐵分割民營化，車站由西日本旅客鐵道（JR西日本）營運[1]。
- 2003年（平成15年）12月1日：車站廢除。

### 站名由來
站名取自車站附近的小字。在安藝太田町成立（2004年（平成16年）10月1日）後，成為安藝太田町的大字。

## 車站構造
此站是地面車站，設有1面1線的單式月台。此站為一座無人車站，沒有站舍。在路軌南邊設有月台，月台上設有候車室。車站建設了路堤上。

## 車站周邊
車站西邊設有國道191號。在車站附近還有可部線路軌與國道立體相交處。
- 廣電巴士（日语：広電バス）、三段峽交通（日语：三段峡交通）「戶河內土居」巴士站

## 現隨
截至2023年12月，在約10米的路堤上還有月台和候車室，但是候車室的鋼架已經生鏽和腐爛。

## 相鄰車站
西日本旅客鐵道（JR西日本）
可部線
筒賀－土居－戶河內

## 相關項目
- 日本鐵路車站列表 Do